# كريستن أولريش
كريستن أولريش (بالألمانية: Christin Ulrich) هي رباعة ألمانية، ولدت في 19 سبتمبر 1990 في اشمالكالدن في ألمانيا.

## وصلات خارجية
- كريستن أولريش على موقع الاتحاد الدولي (الإنجليزية)
- كريستن أولريش على موقع اللجنة الأولمبية الدولية (الإنجليزية)
- كريستن أولريش على موقع أوليمبيديا (الإنجليزية)
- كريستن أولريش على موقع اللجنة الأولمبية الألمانية (الألمانية)